# Постмодерністське кіно
Постмодерністське кіно — класифікація творів, які артикулюють теми та ідеї постмодернізму через посередництво кіно. Постмодерністський фільм намагається підірвати основні умовності наративної структури та характеристики, і випробує глядацьке призупинення невіри (suspension of disbelief). Зазвичай такі фільми також руйнують культурне розділення між високим і низьким мистецтвом і часто використовують типові портрети статі, раси, класу, жанру та часу з метою створити щось, що не дотримується традиційного вираження наративу.